# Ragù alla bolognese

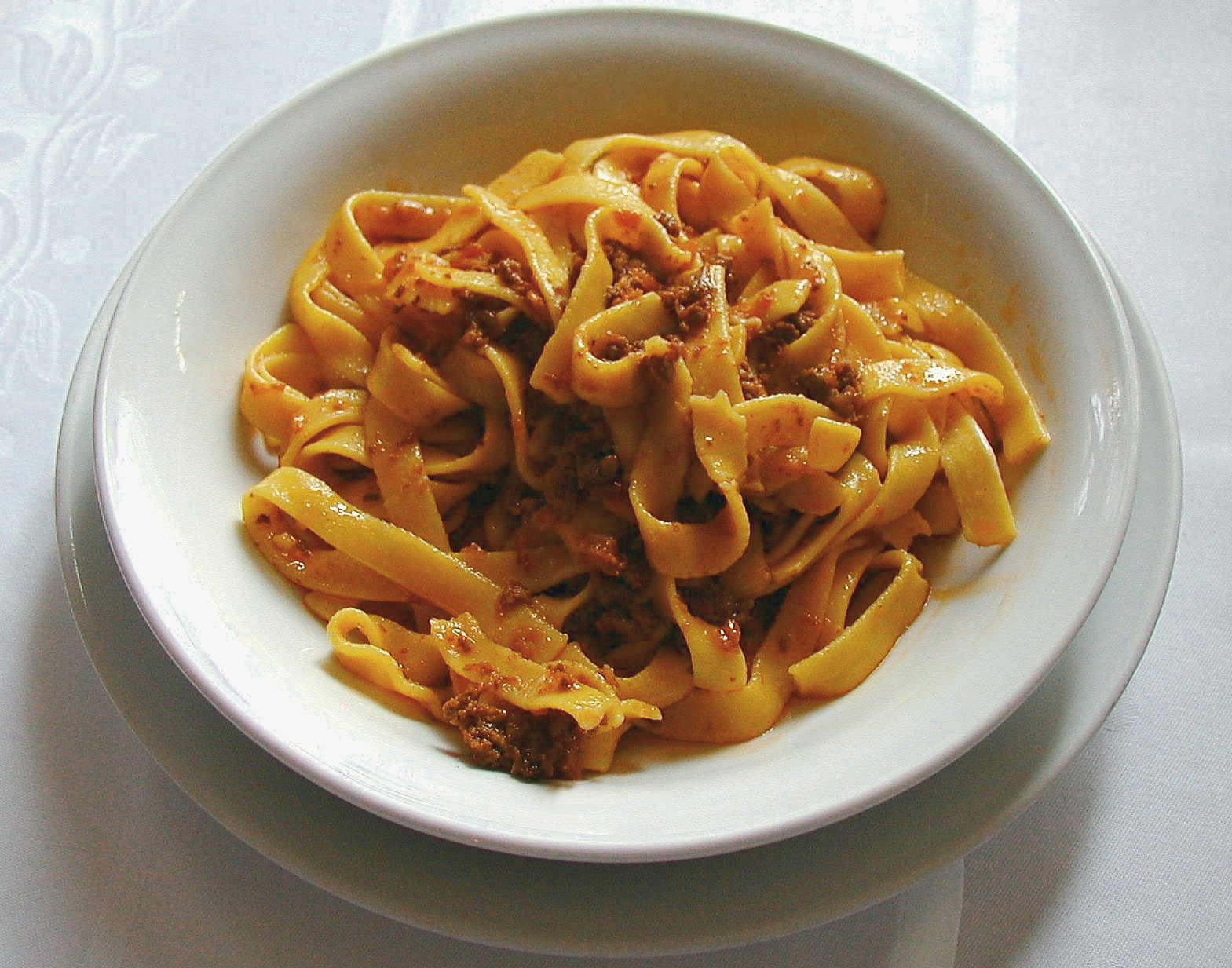
Tagliatelle mit Ragù alla bolognese

Ragù alla bolognese oder ragù bolognese [raˈgu boloɲˈɲeːze] (anhörenⓘ) ist eine Hackfleischsauce, die vorwiegend mit Pasta kombiniert wird. Sie stammt aus dem norditalienischen Bologna und wird dort mit Eiernudeln, vorzugsweise Tagliatelle, serviert. Sie ist auch Bestandteil anderer Gerichte wie beispielsweise Lasagne. Im Französischen ist sie als Sauce bolognaise bekannt und weltweit außerhalb Italiens in der Kombination Spaghetti bolognese.

## Zusammensetzung
Ragù alla bolognese wird aus Hackfleisch vom Rind (oder einer Mischung aus Rind, Kalb und Schwein; in einigen Rezepten auch mit Zugabe von Geflügelleber) sowie feingehackter Zwiebel, Karotte und Staudensellerie, eventuell auch noch Pancetta, zubereitet, die in Butter (auch gemischt mit Olivenöl) angebraten werden. Dazu kommen Wein, etwas Wasser oder Brühe und passierte Tomaten oder Tomatenmark, Salz und Pfeffer. Die Fleischsauce wird bei niedriger Temperatur mehrere Stunden gegart; nach der Hälfte der Kochzeit kann etwas Milch hinzugefügt werden. Am Schluss sollte die Sauce von dickflüssiger Konsistenz sein.

## Geschichte

### Wortherkunft
Abgeleitet ist Ragù von dem französischen Wort Ragoût, das zur Zeit der Renaissance in der Region der Emilia-Romagna übernommen wurde, und zwar zunächst als Bezeichnung für ein Schmorgericht. Seit dem 19. Jahrhundert ist das auf der Grundlage von Hackfleisch hergestellte Ragù eine Beilage zu Pasta, mit der es in der Regel vor dem Servieren vermischt wird. Die Accademia Italiana della Cucina ließ das klassische Rezept des Ragù alla bolognese im Oktober 1982 offiziell eintragen.

### Spaghetti bolognese
Die weltweit wohl bekannteste Kombination Spaghetti bolognese vereint zwei Zutaten aus unterschiedlichen Regionalküchen, die ursprünglich keinen Bezug zueinander hatten. Ein Rezept für Spaghetti bolognese wurde vermutlich erstmals 1917 in den Vereinigten Staaten veröffentlicht. Die Kombination der süditalienischen Hartweizenpasta mit der norditalienischen Pastasauce stammt aus der Feder von Julia Lovejoy Cuniberti und wurde in dem Rezeptbuch Practical Italian recipes for American kitchens als Alternative zu Tagliatelle erwähnt. Das Büchlein wurde für wohltätige Zwecke zur Unterstützung italienischer Familien gedruckt, deren Männer an der Front waren.
Im italienischen Originaltext war das Ragù mit Makkaroni kombiniert worden, erst in der englischen Übersetzung wurden im Text die Spaghetti neben den Makkaroni als Alternative hinzugefügt. Man trug damit dem Umstand Rechnung, dass Spaghetti durch die italienischen Einwanderer bereits in den Vereinigten Staaten bekannt und im Handel erhältlich waren. Zudem befürchtete man, dass die aufwendige Zubereitung von Eiernudeln wohl keine Resonanz in den US-amerikanischen Haushalten gefunden hätte. Bereits 1920 fanden sich die Spaghetti bolognese auf den Speisekarten einiger New Yorker Restaurants.